# Metapenaeopsis rosea
Metapenaeopsis rosea är en kräftdjursart som beskrevs av Racek och Dall 1965. Metapenaeopsis rosea ingår i släktet Metapenaeopsis och familjen Penaeidae. Inga underarter finns listade i Catalogue of Life.